# Hang’em High
Hang’em High – debiutancki album studyjny polskiej heavymetalowej grupy Anti Tank Nun. Wydawnictwo ukazało 28 maja 2012 roku nakładem wytwórni Mystic Production. Na płycie znalazło się 11 premierowych kompozycji oraz bonusowy utwór If You Are Going Through Hell, Keep Going. Płyta zadebiutowała na 46. miejscu listy OLiS w Polsce.

## Lista utworów
źródło: Encyclopaedia Metallum
| Nr  | Tytuł utworu                                                 | Długość |
| --- | ------------------------------------------------------------ | ------- |
| 1.  | „Next to Last Supper”                                        | 3:31    |
| 2.  | „It's Good to Be Somebody (Even in Hell)”                    | 5:05    |
| 3.  | „Hang’em High”                                               | 3:51    |
| 4.  | „Devil Walks”                                                | 6:02    |
| 5.  | „Killer's Feast”                                             | 3:23    |
| 6.  | „One Jump Over the English Channel”                          | 4:21    |
| 7.  | „Homme Fatal”                                                | 5:25    |
| 8.  | „Snake City”                                                 | 5:38    |
| 9.  | „Mash”                                                       | 4:39    |
| 10. | „Whores, Vodka and Lasers”                                   | 4:32    |
| 11. | „Hard, Capricious, Rowdy, Lethal”                            | 4:17    |
| 12. | „If You Are Going Through Hell, Keep Going” (utwór bonusowy) | 3:28    |
|     |                                                              | 54:12   |

## Twórcy
źródło: Encyclopaedia Metallum
Zespół Anti Tank Nun w składzie
- Tomasz „Titus” Pukacki – wokal prowadzący, gitara basowa
- Igor „Iggy” Gwadera – gitara prowadząca
- Adam „Adi” Bielczuk – gitara rytmiczna
- Bogumił „Mr. Bo” Krakowski – perkusja